# ورزدو
ورزدو (به پرتغالی: Varzedo) یک شهرستان برزیل در برزیل است که در باهیا واقع شده‌است.